# Solosancho
Solosancho é um município da Espanha na província de Ávila, comunidade autónoma de Castela e Leão, de área 54,4 km² com população de 1048 habitantes (2007) e densidade populacional de 19,90 hab/km².

## Demografia
| Variação demográfica do município entre 1991 e 2004 | Variação demográfica do município entre 1991 e 2004 | Variação demográfica do município entre 1991 e 2004 | Variação demográfica do município entre 1991 e 2004 |
| --------------------------------------------------- | --------------------------------------------------- | --------------------------------------------------- | --------------------------------------------------- |
| 1991                                                | 1996                                                | 2001                                                | 2004                                                |
| 1200                                                | 1101                                                | 1062                                                | 1032                                                |